# Jacob Willemsz. de Wet

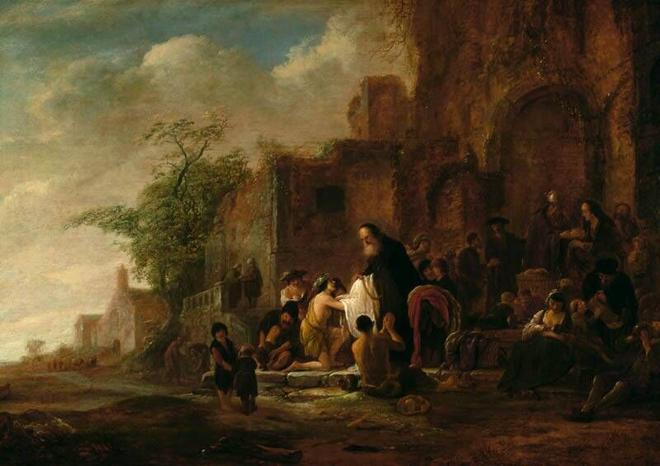
Las obras misericordia, óleo sobre tabla, 56 x 79,5 cm, Haarlem, Frans Hals Museum.

Jacob Willemsz. de Wet, llamado Jacob de Wet el Viejo o Jacob de Wet (I) (Haarlem, c. 1610-Colonia ?, 1677/1691) fue un pintor barroco neerlandés especializado en pintura bíblica y de historia en ocasiones tratada como paisaje con figuras.
Es poco lo que se conoce con seguridad de la biografía de Jacob de Wet el Viejo, hijo de un alguacil católico, quien podría haber nacido hacia 1610 pues en 1634 se le cita entre los artistas que habían aportado su contribución anual a la guilda de San Lucas de Haarlem. Por el estilo de sus pinturas tempranas, tratadas con acentuado claroscuro, se ha pensado que pudiera haber tenido algún contacto con Rembrandt en Leiden. Contrajo matrimonio en 1635 con María Jochemsdr van Woubrugge, muerta sin hijos, y en 1639, en segundas nupcias, con María Jabosdr, con quien tuvo cinco hijos, entre ellos Jacob de Wet II, también pintor. Se desconoce la fecha de su muerte que, según las fuentes, podría quedar comprendida entre 1672, fin del periodo de actividad conocido, y 1691.
Tuvo un elevado número de discípulos –se citan hasta treinta y cuatro- de los que los mejor conocidos son Jan Vermeer van Haarlem, Job Adriaensz. Berckheyde y Paulus Potter, que podría haber entrado a estudiar con Wet en mayo de 1642. El mismo año en las actas de la guilda se recoge un conflicto con Philips Wouwerman a cuenta de un discípulo de este que se había pasado al taller de Wet.
En junio de 1677 su cuñado Adriaen Craen se presentó como garante de un negocio de Wet el Viejo. Es la última referencia documental segura al pintor. En septiembre del mismo año un Jacob de Wet, que se discute si se trata del padre o del hijo, o incluso de otro pintor homónimo desconocido, aparece citado en el gremio de pintores de Colonia. La toma del poder municipal en Haarlem por los puritanos hace creíble la marcha del católico Jacob de Wet, y la presencia en Escocia del hijo en las mismas fechas parece excluir que pueda tratarse de este. En tal caso Jacob de Wet el Viejo habría fallecido ya en 1691 cuando Jacob de Wet II vendió la casa del padre y aceptó el reparto de sus bienes.